# 宽序乌口树
宽序乌口树（学名：Tarenna laticorymbosa）为茜草科乌口树属下的一个种。

## 扩展阅读
維基物種上的相關：宽序乌口树